# Michelle Steele
Michelle Steele (* 8. März 1986 in Gladstone) ist eine australische Skeletonpilotin.
Michelle Steele hatte ihre ersten Einsätze seit 2004 bei Rennen des America’s Cup. Seit 2004 gehört sie auch dem australischen Nationalkader an. Im Weltcup debütierte sie Anfang 2006 bei einem Rennen in St. Moritz, wo sie Zehnte wurde. Danach wurde sie bei den Juniorenweltmeisterschaften in Igls Fünfte. Kurz danach startete Steele bei den Olympischen Spielen 2006 von Turin und belegte den 13. Platz. In der Saison 2006/07 erreichte sie mehrfach gute Platzierungen im Weltcup. So wurde sie im Januar 2007 zunächst Zweite beim Rennen in Nagano und anschließend Dritte in Igls. Bei der Weltmeisterschaft 2007 wurde Steele Sechste. Die Gesamtwertung beendete sie auf Rang zehn. In der Saison 2007/08 konnte sie keine Podestplatzierungen mehr erreichen. Sie wurde im Gesamtklassement erneut Zehnte. Bei der Weltmeisterschaft kam sie auf Rang 15. In der Saison 2008/09 und 2009/10 startete sie im Welt-, America´s- und Intercontinentalcup. In den beiden letzteren Bewerben konnte sie dabei jeweils ein Rennen gewinnen. In der Saison 2010/11 startete Steele bei vier Weltcuprennen, konnte sich jedoch nicht in den Top 10 platzieren. Bei der Skeleton-Weltmeisterschaft 2013 in St. Moritz errang sie den sechsten Platz, bei den Olympischen Spielen 2014 von Sotschi wurde sie 14.
Steele wird von Terry Holland trainiert und lebt in Bundaberg. Zum Skeleton kam sie als in Australien in einer großen Suchaktion Athleten für diese Sportart gesucht wurden. Sie setzte sich gegen etwa 100 andere Kandidaten durch und wurde zu weiteren Schulungen nach Königssee geschickt. Vor ihrer Skeletonkarriere betrieb sie einen typisch australischen Sport, eine Mischung aus Surfen und Rettungsschwimmen.